# Frederik Pohl
Frederik George Pohl Jr. (New York, 26 novembre 1919 – Palatine, 2 settembre 2013) è stato un autore di fantascienza e curatore editoriale statunitense.
La sua carriera durò oltre settantacinque anni, dalla prima opera pubblicata, il poema del 1937 Elegy to a Dead Satellite: Luna, al romanzo del 2011 Pompei 2079 (All the Lives He Led) e articoli e saggi pubblicati nel 2012.
Insieme a Lester del Rey ha pubblicato nel 1955 Rischio di vita (Preferred Risk) sotto lo pseudonimo di Edson McCann.

## Biografia

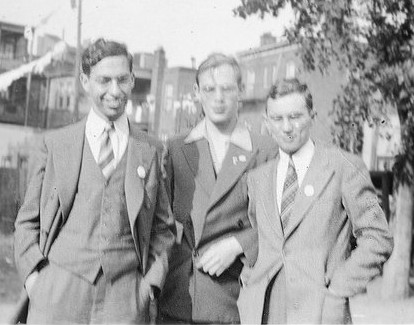
Frederik Pohl (al centro) nel 1938 a 19 anni, con i colleghi Donald A. Wollheim e John B. Michel.

Nato a New York nel 1919, Pohl frequentò la prestigiosa Brooklyn High School of Science, dove conobbe Isaac Asimov, con il quale formò un'amicizia che durò tutta la vita. Quattordicenne durante la Grande depressione  dovette abbandonare la scuola per trovarsi un lavoro.
A sedici anni si unì alla Young Communist League, un'organizzazione che sosteneva i sindacati e si opponeva al razzismo e al fascismo europeo, ma, secondo alcuni, ne fu espulso perché alcuni membri anziani pensavano che il fandom di fantascienza di cui si occupava corrompesse la gioventù. La versione di Pohl è che dopo il patto tra Stalin e Hitler nel 1939 la Lega cambiò linea politica e lui decise di uscirne.
Si sposò cinque volte e la terza moglie fu la scrittrice Judith Merril, importante figura nella fantascienza.
Fu amico di Cyril M. Kornbluth, con il quale collaborò alla stesura di diversi racconti e alcuni romanzi, compresa una distopica satira di un mondo governato dalle agenzie pubblicitarie, I mercanti dello spazio (The Space Merchants, 1953). Trent'anni dopo la morte di Kornbluth Pohl ne scrisse il seguito, Gli antimercanti dello spazio (The Merchants' War, 1984). I mercanti dello spazio era una reprise di I mercanti di Venere (The Merchants of Venus, 1972), un racconto satirico di Pohl sul capitalismo, incluso nella raccolta Alpha Aleph (The Gold at the Starbow's End) in cui introduceva gli alieni Heechee.
Molte altre opere di Pohl degli anni cinquanta e sessanta ebbero un'impostazione satirica nei confronti del consumismo e della pubblicità: The Wizard of Pung's Corner, nel quale attrezzature militari complesse e spettacolari si rivelano inutili contro contadini armati di vecchi fucili, e Il tunnel sotto il mondo, nel quale descrive un'intera comunità prigioniera da ricercatori pubblicitari. Negli anni settanta Pohl scrisse Uomo più e il Ciclo degli Heechee.
Un'altra opera degna di nota fu Il pianeta Jem (Jem, 1980).
Dal 1959 al 1969 Pohl pubblicò la rivista Galaxy e la sua gemella If, vincendo il premio Hugo per If tre anni consecutivamente.
Pohl ha scritto un'autobiografia, The Way the Future Was (1978).
Le sue opere comprendono anche articoli per Playboy e Family Circle. Ha scritto inoltre opere di saggistica, la più recente delle quali è Chasing Science: Science as Spectator Sport (2000).
Il 20 agosto 2009, a 89 anni, Frederik Pohl ricevette il diploma onorario dalla Brooklyn Technical High School.
Si spense nel 2013 a 95 anni.

## Opere

### Collaborazioni con Cyril M. Kornbluth
- I mercanti dello spazio (The Space Merchants, 1953) Traduzione di Andreina Negretti, Urania n.297, Arnoldo Mondadori editore, 1962
- Frugate il cielo (Search the Sky, 1954) Traduzione di Beata Della Frattina, Urania n.305, Arnoldo Mondadori editore, 1963
- Gladiatore in legge (Gladiator at Law, 1955) Traduzione di Ugo malagutti, COSMO - Classici della Fantascienza - Volume n. 104, Editrice Nord, 1989
- Il segno del lupo (Wolfbane, 1957)  Traduzione di Riccardo Valla, COSMO, Editrice Nord, 1975
- La Civiltà Dell'Incubo (The Wonder Effect, 1962) (antologia di racconti) Traduzione di Roberta Rambelli Science Fiction Book Club 51, Casa Editrice La Tribuna, 1977

### Trilogia de Le scogliere dello spazio (Starchild, con Jack Williamson)
- Le scogliere dello spazio (The Reefs of Space, 1964) Traduzione di Beata Della Frattina, Urania n.353, Arnoldo Mondadori Editore, 1964
- Il figlio delle stelle (Starchild, 1965) Traduzione di Beata Della Frattina come Il fantasma dello spazio, Urania n.403, Arnoldo Mondadori Editore, 1965
- Stella solitaria (Rogue Star, 1969) Traduzione di Roberta Rambelli, in Le scogliere dello spazio, Cosmo Serie Oro. Classici della Narrativa di Fantascienza 30, Editrice Nord, 1977

La trilogia è stata ripubblicata in volume unico come Starchild Trilogy (omnibus) (1980), ed in Italia come Le scogliere dello spazio, Cosmo Serie Oro. Classici della Narrativa di Fantascienza n.30, Editrice Nord, 1977

### Saga of Cuckoo(con Jack Williamson)
- L'ultima stella (Farthest Star, 1975). Traduzione di Roberta Rambelli, Cosmo. Collana di Fantascienza n.74, Editrice Nord, 1978
- Wall Around A Star (1983)

### Ciclo degli Heechee
- La porta dell'infinito  (Gateway, 1977) Traduzione di Roberta Rambelli, Cosmo Serie Oro. Classici della Narrativa di Fantascienza 38, Editrice Nord, 1979
- Oltre l'orizzonte azzurro  (Beyond the Blue Event Horizon, 1980) Traduzione di Roberta Rambelli, Cosmo Serie Oro. Classici della Narrativa di Fantascienza 54, Editrice Nord, 1982
- Appuntamento con gli Heechee  (Heechee rendezvous, 1984) Traduzione di Roberta Rambelli, Cosmo Serie Oro. Classici della Narrativa di Fantascienza 71, Editrice Nord, 1985
- Gli annali degli Heechee  (Annals of the Heechee, 1987) Traduzione di Annarita Guarnieri, Cosmo Serie Oro. Classici della Narrativa di Fantascienza 85, Editrice Nord, 1987
- The Gateway Trip, 1990
- Il ragazzo che vivrà in eterno (The Boy Who Would Live Forever: A Novel of Gateway, 2004) Traduzione di Marina Deppisch, IN Universi lontani, I Libri della Mezzanotte 10, Sperling & Kupfer, 2002

### Serie di Eschaton
- Gli ostaggi dello Starlab (The Other End of Time, 1996)
- Assedio all'eternità (The Siege of Eternity, 1997)
- The Far Shore of Time, 1999

### Altre opere

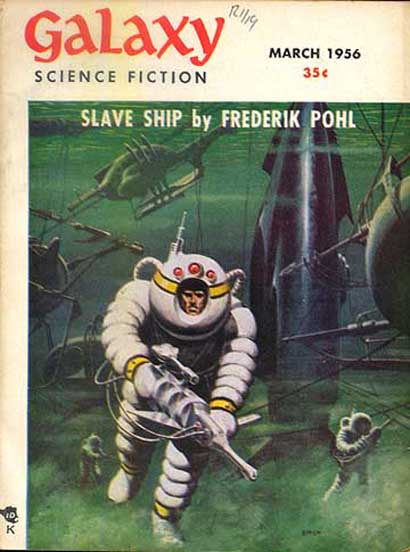

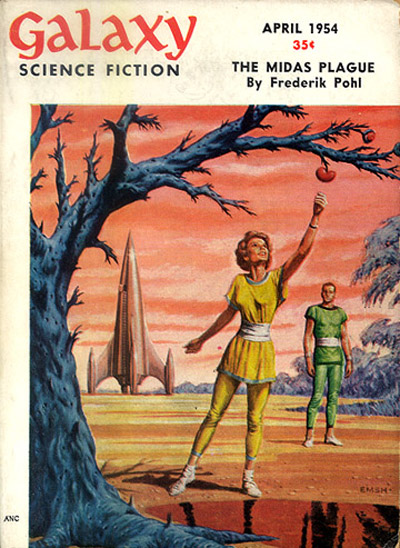

- Le navi di Pavlov o L'insidia del Glotch (Slave Ship, 1956; romanzo breve)
- Il passo dell'ubriaco (Drunkard's Walk, 1960)
- The Man Who Ate the World, 1960 (antologia di racconti)
- La spiaggia dei pitoni Cosmo Argento n.68, A Plague of Pythons, 1962 (aggiornato nel 1984 e ripubblicato come Demon in the Skull)
- Passi falsi nel futuro (The Age of the Pussyfoot, 1965)
- The Frederik Pohl Omnibus, 1966 (antologia di racconti)
- Day Million, 1970 (antologia di racconti)
- Alpha-Aleph o Alla fine dell'arcobaleno (The Gold at the Starbow's End, 1972; romanzo breve)
- Uomo più (Man Plus, 1976)
- Survival Kit, 1979 (antologia di racconti)
- Il pianeta Jem (Jem, 1979), National Book Award;[3]
- Guerra Fredda (The Cool War, 1981)
- Syzygy, 1981
- Starburst, 1982
- Planets Three, 1982 (tre racconti scritti come James MacCreigh): Figurehead, Red Moon of Danger, Donovan Had a Dream (it. Il segreto dei Donovan)
- Midas World, 1983 (racconti: The Fire Bringer, The Midas Plague tradotto ne Il morbo di Mida, The Servant of the People, The Man Who Ate the World, The Farmer on the Dole, The Lord of the Skies, The New Neighbors)
- Gli anni della città (The Years Of The City, 1984), Campbell Memorial Award[4][5], raccolta di 5 romanzi brevi collegati tra loro (2 pubblicati in precedenza)
- Gli antimercanti dello spazio (The Merchants' War, 1984), seguito de I mercanti dello spazio
- Black Star Rising, 1985
- L'invasione degli eguali (The Coming of the Quantum Cats, 1986)
- Terror, 1986
- Chernobyl, 1987
- Il giorno dei marziani (The Day The Martians Came, 1988; raccolta di 7 storie precedentemente pubblicate, più 3 nuove e materiale di collegamento). Traduzione di Roldano Romanelli, Sperling & Kupfer, 1990.
- Narabedla (Narabedla Ltd., 1988)
- Il lungo ritorno (Homegoing, 1989)
- Il mondo alla fine del tempo, Sperling & Kupfer Editori 199 (The World at the End of Time, 1990)
- Outnumbering the Dead, 1990
- Stopping at Slowyear, 1991
- Mining the Oort, 1992
- The Voices of Heaven, 1994
- Marte più (Mars Plus, 1994) (con Thomas T. Thomas)
- O Pioneer!, 1998
- Pompei 2079 (All the Lives He Led, 2011)

### Saggistica
(parziale)
- The Way the Future Was, 1978 (autobiografia).
- Chasing Science: Science as Spectator Sport, 2000.

## Premi
Premio Hugo
- La porta dell'infinito (Gateway, 1977)
- Per la rivista If per tre anni

Premio Nebula
- Uomo più  (Man Plus, 1976)
- La porta dell'infinito  (Gateway, 1977)